# Odontria marmorata
Odontria marmorata är en skalbaggsart som beskrevs av Thomas Broun 1893. Odontria marmorata ingår i släktet Odontria och familjen Melolonthidae. Inga underarter finns listade i Catalogue of Life.